# 41-ша піхотна дивізія (Третій Рейх)
41-ша піхотна дивізія (Третій Рейх) (нім. 41. Infanterie-Division) — піхотна дивізія Вермахту за часів Другої світової війни.

## Історія
41-ша піхотна дивізія була сформована у січні 1945 в Славонському Броді на території Незалежної Держави Хорватія на базі формувань 41-ї фортечної дивізії.

## Райони бойових дій
- Балкани (Сербія, Хорватія) (січень — травень 1945).

## Командування

### Командири
- генерал-лейтенант Вольфганг Хаузер (нім. Wolfgang Hauser) (січень — 8 травня 1945).